# マリー＝モニク・ロバン

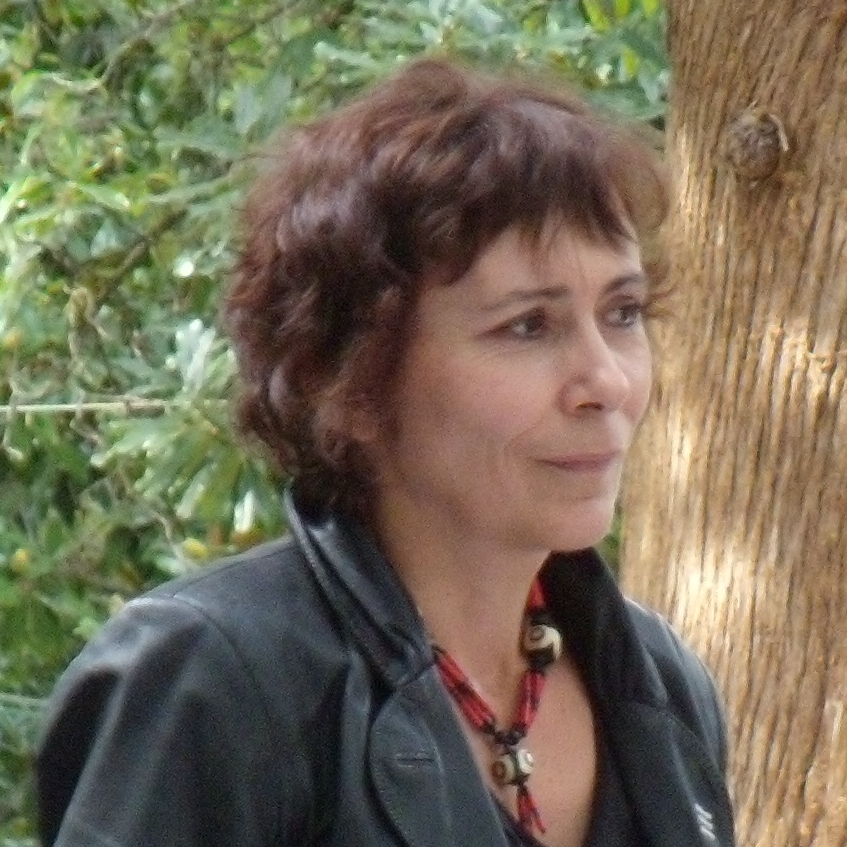
2009年

マリー＝モニク・ロバン（Marie-Monique Robin、1960年 - ）は、フランスのジャーナリスト。ポワトゥー＝シャラント地域圏生まれ。

## 映像作品

### Voleurs d'yeux
日本語：眼球の泥棒たち、英語：Eye Thieves
臓器売買を扱う。
1995年、アルベール・ロンドレ賞（Albert Londres Prize）受賞。

### Escadrons de la mort, l'école française
日本語：死の部隊：フランスの教え、英語 The Death Squads: The French School
フランス（情報機関 (List of intelligence agencies of France)）、アルゼンチン、チリ国家情報局(Dirección de Inteligencia Nacional)）のシークレット・サービスを扱う。　
アルゼンチン軍治安部隊は、フランス軍によってアルジェリア戦争（1954年 - 1962年）で用いられた、対反乱作戦、拷問（Torture during the Algerian War）などを、「汚い戦争」および「コンドル作戦（Operation Condor）」で市民に対して使用。
フランス上院により、年間最優秀政治ドキュメンタリー賞を授与される

### Le monde selon Monsanto
日本語：モンサントの不自然な食べもの、英語：The World According to Monsanto
2008年3月、遺伝子組み換え作物の世界第1位生産者（シェア90％以上）であり、ポリ塩化ビフェニル、ベトナム戦争時に使用された枯れ葉剤を含む除草剤、乳牛の育成に使用される人工ホルモン（ヨーロッパでは禁止）などを生産する多国籍企業（46カ国に拠点を持つ）モンサントを扱うドキュメンタリー。
評価：
- レイチェル・カーソン賞　2009年、ノルウェイ
- Umwelt-Medienpreis prize　ドイツ
- Ekofilm Festival of Cesky Kumlov　チェコ、2009年)

### Torture Made in USA
2009年発表。ドキュメンタリー。

### Crops of the Future
英語：Crops of the Future - How to feed the world in 2050?
2012年10月16日の「世界食糧の日（World Food Day）」に、Arte（フランス・ドイツのTVチャンネル）で放映

## 著作
- Voleurs d’organes. Enquête sur un trafic, Éditions Bayard.
- Escadrons de la mort, l'école française, de Marie-Monique Robin. 453 pages. La Découverte (2004年9月15日). Collection : Cahiers libres. (ISBN 2707141631)
- Los Escuadrones De La Muerte / The Death Squads, de Marie-Monique Robin. 539 pages. Sudamericana (2005年10月). (ISBN 950072684X) (Presentation)
- Les 100 photos du siècle (Le Chêne/Taschen)
- Le sixième sens, science et paranormal (Le Chêne).
- Le Monde selon Monsanto, coédition ARTE éditions / La Découverte 2008年 (ISBN 9782847344660). (Presentation)

## 参照
1. ↑  "L'exportation de la torture", interview with Marie-Monique Robin in L'Humanité, 30 August 2003 （フランス語）
2. ↑  Algeria Watch